# Southampton bárója
Southampton bárója cím a brit főnemességben. 1780-ban hozták létre Charles FitzRoy katona és politikus számára. Ő Charles FitzRoy, Grafton 2. hercegének második fiának, Augustus FitzRoy-nak a harmadik fia volt. Bátyja, Augustus FitzRoy, Grafton 3. hercege egy ideig az ország miniszterelnök volt. A FitzRoy-ok őse [[II. Károly angol király|II. Károly király)) és szeretője, Barbara Palmer, Cleveland 1. hercegnője volt, a FitzRoy-ok a király törvénytelen leszármazottai.
A harmadik Southampton báró ismert volt, mint Northamptonshire hadnagya, ezt a tisztséget 1867 és 1872 között töltötte be. A negyedik báró követte, aki 86 évig és 144 napig viselte a címet, ami a negyedik leghosszabb időtartam, ameddig valaki egy főnemesi címet birtokolt 
 Az ötödik Southampton báró 1964-ben a Peerage Act 1963 alapján mondott le a címéről, hogy a Képviselőház tagja maradhasson – a bárói címmel át kellett volna ülnie a Lordok Házába, de a bárói cím ettől nem szűnt meg. A címet jelenleg a hetedik báró viseli.

## Southampton bárói (1780)
- Charles FitzRoy (1737–1797), 1. Southampton báró
- George Ferdinand FitzRoy (1761–1810), 2. Southampton báró
- Charles FitzRoy (1804–1872), 3. Southampton báró
- Charles Henry FitzRoy (1867–1958), 4. Southampton báró
- Charles FitzRoy (1904–1989), 5. Southampton báró (1964-ben lemondott a Peerage Act 1963 alapján)
- Charles James FitzRoy (1928–2015), 6. Southampton báró
- Edward Charles FitzRoy (1955–), 7. Southampton báró

(1) Charles Edward Millett FitzRoy (sz. 1983)

## A Grafton herceg Southampton bárói és Daventry vikomti oldalágának családfája
- II. Károly angol király
  - ● Henry FitzRoy (1663–1690),  Euston 1. grófja (1672),  Grafton 1. hercege (1675) ∞ Isabella Bennet (1668–1723)[m 4],  Arlington 2. grófnője
    - Charles FitzRoy (1683-1757)  Grafton 2. hercege ∞ Henrietta Somerset (1690–1726)
      - George FitzRoy (1715–1747)[m 5], Euston grófja
      - Augustus FitzRoy (1716–1741)[m 1]
        - Augustus FitzRoy (1735–1811),  Grafton 3. hercege
        - Charles FitzRoy (1737–17979),  1. Southampton báró ∞ Anne ??? (1737–1807)
          - George FitzRoy (1761–1810),  2. Southampton báró ∞¹ Laura Keppel (1765–1798) ∞² Frances Isabella Seymour (1777–1838)
            - Charles Fitzroy (1804–1872),  3. Southampton báró
              - Charles Fitzroy (1867–1958),  4. Southampton báró ∞ Lady Hilda Dundas (1872–1957)
                - Charles Fitzroy (1904–1989),  5. Southampton báró
                  - Charles Fitzroy (1928–2015),  6. Southampton báró
                    - Charles Fitzroy (1954–1975)
                    - Edward Fitzroy (1955–),  7. Southampton báró
                      - (1)  Charles Edward Millett FitzRoy (1983–)

              - Edward FitzRoy (1869–1943) ∞ Muriel FitzRoy (1869–1962),  1. Daventry vikomtja
                - Robert Fitzroy (1893–1986),  2. Daventry vikomt ∞ Grace Zoë Guinness
                - John FitzRoy (1897–1976) ∞ Lucia Newdegate (1896–1982)
                  - Francis FitzRoy Newdegate (1921–2000),  3. Daventry vikomtja
                    - James Edward FitzRoy Newdegate (1960–),  4. Daventry vikomtja
                    - (1)  Humphrey John FitzRoy Newdegate (1995–)

              - Ismay FitzRoy (1863–1952) ∞ Charles FitzRoy (1858–1911)[m 6]
                - ...innen Grafton 10. hercege és utódai

          - Charles FitzRoy (1762–1831) ∞¹ Eliza Barlow (1780– ???) ∞  Amelia királyi hercegnő (1783–1810)[m 7]

## Címer
A címer negyedelt pajzs:
- 1. és 4. negyed: Franciaország és Anglia negyedelt címere: Franciaország: kék mezőben három arany liliom, Anglia: vörös mezőben három arany, ágaskodó oroszlán (Plantagenêt-ház).
- 2. negyed: Skócia: arany mezőben vörös oroszlán, dupla vörös virágos szegéllyel (Skócia címere).
- 3. negyed: Írország: kék mezőben arany hárfa, ezüst húrokkal.

Az egész pajzson átlósan sinister  (a heraldikai balról–jobbra irány) egy ezüst és kék váltakozó színű ferde pólya helyezkedik el, jelezve a család törvénytelen származását.
A félhold heraldikai jegy a másodszülött fiú megkülönböztető jele a címerben.

## Fordítás
- Ez a szócikk részben vagy egészben  a   Baron Southampton című angol Wikipédia-szócikk ezen változatának fordításán alapul.  Az eredeti cikk szerkesztőit annak laptörténete sorolja fel. Ez a jelzés csupán a megfogalmazás eredetét és a szerzői jogokat jelzi, nem szolgál a cikkben szereplő információk forrásmegjelöléseként.
- Ez a szócikk részben vagy egészben  a   Charles FitzRoy, 1st Baron Southampton című angol Wikipédia-szócikk ezen változatának fordításán alapul.  Az eredeti cikk szerkesztőit annak laptörténete sorolja fel. Ez a jelzés csupán a megfogalmazás eredetét és a szerzői jogokat jelzi, nem szolgál a cikkben szereplő információk forrásmegjelöléseként.
- Ez a szócikk részben vagy egészben  a   Charles FitzRoy, 3rd Baron Southampton című angol Wikipédia-szócikk ezen változatának fordításán alapul.  Az eredeti cikk szerkesztőit annak laptörténete sorolja fel. Ez a jelzés csupán a megfogalmazás eredetét és a szerzői jogokat jelzi, nem szolgál a cikkben szereplő információk forrásmegjelöléseként.